# Lothar Meister
Lothar Meister (Wittenberg, 1931. január 26. – 2021. január 31.) német kerékpárversenyző. A sportsajtóban Lothar Meister I néven ismert.

## Pályafutása
1949-ben kezdett el versenyszerűen kerékpározni Lipcsében. 18 évesen megnyerte a Rund um Leipzig versenyt. 1953-ban lett a keletnémet válogatott keret tagja. 1958-ban megnyerte a Nemzetközi Kerékpáros-szövetség (UCI) motoros tempójú pályakerékpáros-világbajnokságot Lipcsében, majd 1959-ben Amszterdamban bronzérmes lett ugyanezen a versenyen.
2021. január 31-én, nem sokkal 90. születésnapja után hunyt el.